# Jeff Darey
Jeffrey Arthur Darey (26 tháng 2 năm 1934 – tháng 1 năm 2014) là một cầu thủ bóng đá người Anh thi đấu ở vị trí tiền đạo tại Football League cho Brighton & Hove Albion. Ông cũng thi đấu Bóng đá non-league cho các câu lạc bộ gồm Wimbledon, Hendon và Guildford City. Khi là cầu thủ của Wimbledon, Darey có 4 lần ra sân cho đội tuyển nghiệp dư quốc gia Anh.